# Bell County (Kentucky)
Bell County is een county in de Amerikaanse staat Kentucky.
De county heeft een landoppervlakte van 934 km² en telt 30.060 inwoners (volkstelling 2000). De hoofdplaats is Pineville en de dichtstbevolkte stad is Middlesboro.

## Bevolkingsontwikkeling

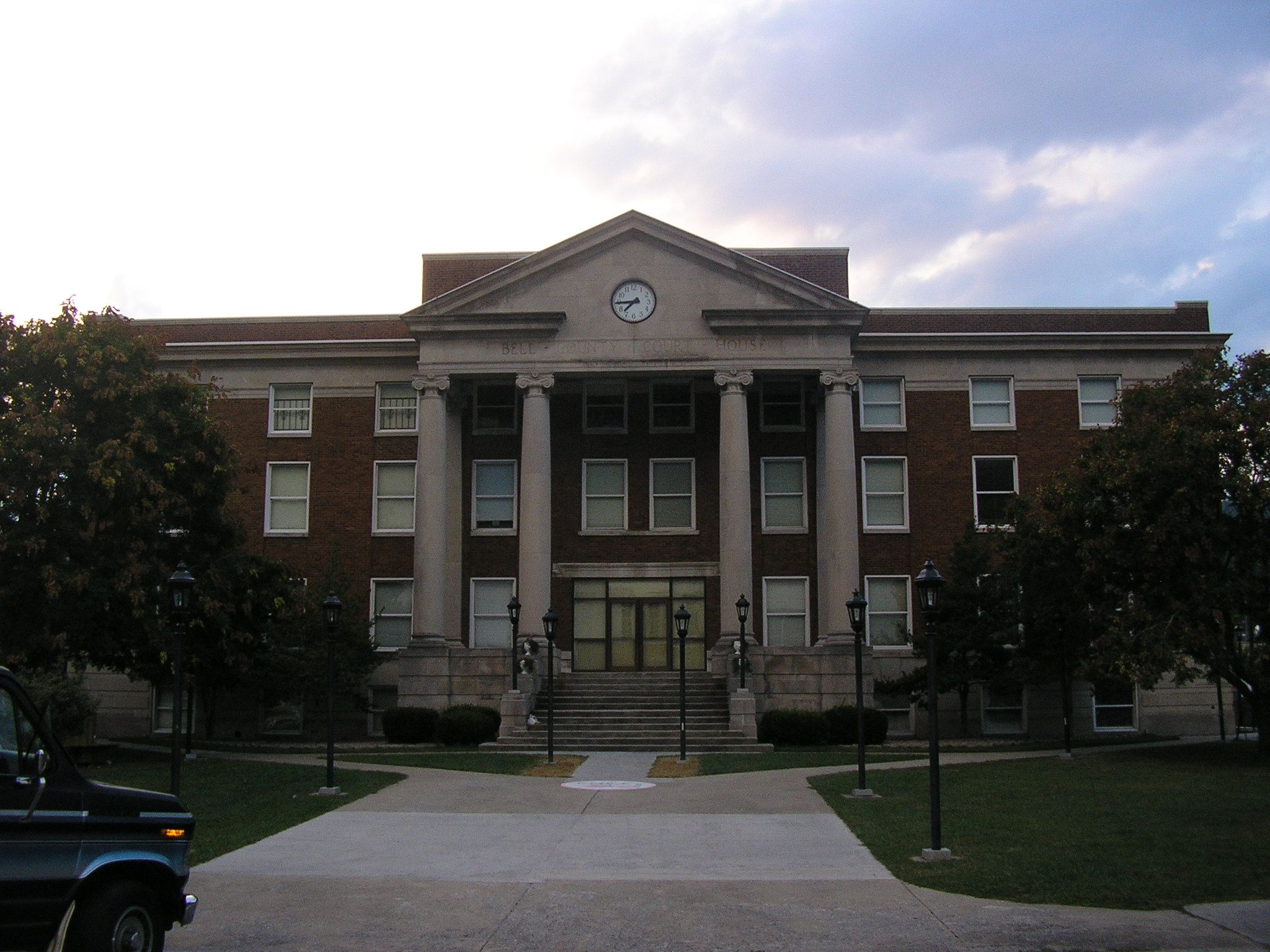
Bell County Courthouse